# Tiro incrociato
Tiro incrociato (Love and Bullets) è un film anglo-statunitense del 1979 diretto da Stuart Rosenberg e John Huston (quest'ultimo non accreditato).

## Trama
L'FBI decisa a dare un colpo decisivo al traffico di droga, pensano di incastrare il boss mafioso Joe Bomposa. A tale scopo inviano in Svizzera il loro agente Charles Congran per prelevare Jackie, l'amante del boss che, si pensa, abbia avuto modo di conoscere dei segreti e che possa diventare un prezioso testimone. Gli uomini di Bomposa, convincono il boss a commissionare l'omicidio dell'amante con l'aiuto del killer Vittorio Faroni.

## Produzione
Il film, diretto da Stuart Rosenberg e John Huston su una sceneggiatura di Wendell Mayes e John Melson con il soggetto  dello stesso Mayes, fu prodotto da Pancho Kohner per la Incorporated Television Company tramite la società di produzione di Lew Grade. Fu girato in Svizzera e in Arizona e il titolo di lavorazione fu Love and Bullets, Charlie.

## Distribuzione
Il film fu distribuito nel Regno Unito nel 1979 al cinema e per l'home video dalla CBS/Fox Home Video nel 1990.
Alcune delle uscite internazionali sono state:
- in Danimarca il 14 febbraio 1979 (Den sidste hilsen)
- in Portogallo il 2 marzo 1979 (Amor e Balas)
- in Germania Ovest il 5 aprile 1979 (Ein Mann räumt auf)
- nei Paesi Bassi il 23 maggio 1979
- in Finlandia il 10 agosto 1979 (Hänet täytyy tappaa!)
- in Francia il 14 agosto 1979 (Avec les compliments de Charlie)
- negli Stati Uniti il 14 settembre 1979 (Love and Bullets)
- in Norvegia il 30 ottobre 1979 (Med kuler som hilsen)
- in Turchia nel dicembre del 1979 (Korkusuz)
- in Filippine il 15 dicembre 1984
- in Brasile (Amor e Balas)
- in Spagna (Amor y balas)
- in Svezia (Livsfarligt uppdrag)
- in Polonia (Milosc i pociski)
- in Grecia (O arhiektelestis)
- in Ungheria (Szerelem és golyók)
- in Italia (Tiro incrociato)

## Accoglienza

### Critica
Secondo il Morandini il film "come documento sul crimine organizzato è meno attendibile della promessa di un marinaio. Tutto è stereotipato, e la regia effettistica non rimedia". Le uniche cose apprezzabili sarebbero "le freccette e la bara finale".